# Liste der Kulturdenkmäler in Linsingen (Frielendorf)
Die folgende Liste enthält die in der Denkmaltopographie ausgewiesenen Kulturdenkmäler auf dem Gebiet des Ortsteils Linsingen der Gemeinde Frielendorf, Schwalm-Eder-Kreis, Hessen.
Hinweis: Die Reihenfolge der Denkmäler in dieser Liste orientiert sich an der Anschrift, alternativ ist sie auch nach der Bezeichnung oder der Bauzeit sortierbar.
Kulturdenkmäler werden fortlaufend im Denkmalverzeichnis des Landes Hessen durch das Landesamt für Denkmalpflege Hessen auf Basis des Hessischen Denkmalschutzgesetzes (HDSchG) geführt. Die Schutzwürdigkeit eines Kulturdenkmals hängt nicht von der Eintragung in das Denkmalverzeichnis des Landes Hessen oder der Veröffentlichung in der Denkmaltopographie ab.

| Bild                | Bezeichnung                          | Lage                                                 | Beschreibung | Bauzeit                   | Daten |
| ------------------- | ------------------------------------ | ---------------------------------------------------- | ------------ | ------------------------- | ----- |
| Evangelische Kirche | Evangelische Filialkirche            | Brunnenstraße 3 LageFlur: 3, Flurstück: 26/1         |              | 1934                      |       |
| Bild gesucht BW     | Fachwerkhaus Michelsberger Straße 11 | Michelsberger Straße 11 LageFlur: 3, Flurstück: 30/6 |              | Mittleres 19. Jahrhundert |       |
| Bild gesucht BW     | Hofanlage Michelsberger Straße 25    | Michelsberger Straße 25 LageFlur: 1, Flurstück: 47   |              | Frühes 20. Jahrhundert    |       |
| Bild gesucht BW     | Wohnwirtschaftgebäude Zum Bruch 14   | Zum Bruch 14 LageFlur: 3, Flurstück: 16              |              | 1863                      |       |